# 밤은 말이 없다
"밤은 말이 없다"(The Night Makes No Response)는 한국에서 제작된 강범구 감독의 1965년 범죄, 액션 영화이다. 남궁원 등이 주연으로 출연하였고 곽정환 등이 제작에 참여하였다.

## 출연

### 주연
- 남궁원
- 김혜정
- 이순재
- 장동휘
- 황해

## 기타
- 원작자: 이경재
- 조명: 오인환
- 미술: 홍성칠